# Dampiera luteifolia
Dampiera luteifolia är en tvåhjärtbladig växtart som beskrevs av Ferdinand von Mueller. Dampiera luteifolia ingår i släktet Dampiera, och familjen Goodeniaceae. Inga underarter finns listade i Catalogue of Life.